# Język saamia
Język saamia albo lugwe – język z rodziny bantu, używany w Kenii i Ugandzie. W 1980 roku liczba mówiących wynosiła ok. 395 tysięcy.